# كالبروتكتين
الكالبروتكتين (بالإنجليزية: calprotectin)‏ عبارة عن معقد من البروتينين الثديِيَّين S100A8 وS100A9 ، الكالبروتكتين في وجود الكالسيوم قادر على احتجاز العناصر الغذائية الأساسية : المنغنيز والزنك .
واحتجاز المعادن هذا يقدم خصائص معقدة مضادة للعضيات الدقيقة. الكالبروتكتين هو المعقد البروتيني الوحيد المضاد للعضيات الدقيقة والمعروف باحتجازه للمنغنيز. يشكل الكالبروتكتين ما يصل إلى 60% من المحتوى البروتيني المنحل في العصارة الخلوية للعدلات ، ويتم إفرازه بآلية لا تزال مجهولة في حالات الالتهاب. يتم استخدام الكالبروتكتين البرازي لتحديد التهاب الأمعاء، ويمكن أن يعمل كواسم للأمراض المعوية الالتهابية. ويمتلك المعقد أسماء مرادفة مختلفة مثل MRP8-MRP14 والكالغرانيولين A وB ومستضد التليف الكيسي ومستضد 60BBB ومستضد 27E10.

## البنية

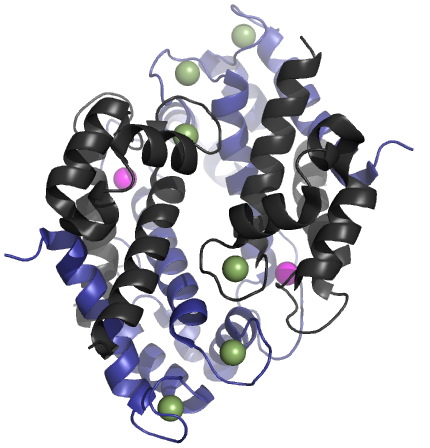
التركيب البللوري للكالبروتكتين المحمل للـ Mn^{2+} و Ca^{2+}, تظهر مثنويّين اثنين S100A8-S100A9. السلاسل الزرقاء والرمادية تمثل S100A8 و S100A9, على التوالي. الكرات البنفسجية تمثل Mn^{2+} و الكرات الخضراء تمثل Ca^{2+}. أيون واحد فقط من المنجنيز يمكن ربطه في الكالبروتكتين ثنائي الوحدات.

### الارتباط بالمعادن
يمتلك الكالبروتكتين إلفة مرتفعة لكل من الكالسيوم والزنك والمنغنيز. إذ يحتوي كل من S100A8 وS100A9 مواقع ارتباط بالكالسيوم Ca2+  من نمط الذراع EF ويكون الكالبروتكتين قادراً على ربط أربع ذرات كالسيوم في كل ديمر أو ثمان ذرات كالسيوم في كل تترامير. يؤدي الارتباط مع الكالسيوم إلى تغير بنيوي في المعقد مما يحسن من إلفته للمعادن الانتقالية ويحفز تشكل التترامير. قد ترتبط ذرتا معدنين انتقاليين كحد أقصى في كل ديمر كالبروتكتين S100A8 وS100A9.
يمكن لديمر الكالبروتكتين أن يرتبط مع شاردة منغنيز واحدة فقط بإلفة مرتفعة ويتم ذلك فقط بوجود الكالسيوم. يمكن للزنك أن يرتبط في موقعين في ديمر الكالبروتكتين ويمكن أن يحدث ذلك حتى في غياب الكالسيوم. لكن الكالسيوم يحسن في كل الأحوال من إلفة الكالبروتكتين للزنك. وبينما تظهر القدرة الرابطة للمعادن في الكالبروتكتين عند ارتباط المونوميرين S100A8 وS100A9 فإن هذين المونوميرين عند استقلالهما يمتلكان بعض القدرة على ربط الزنك وقد يساهم ذلك في استتباب الزنك عند الثدييات.
يتكون أول مقطعي ارتباط المعادن في الكالبروتكتين من عنصر أساسي His3Asp مع مشاركة S100A8 بلجينتي هيستيدين (His83 وHis87) ومشاركة S100A9 بلجينتي هيستيدين وحمض أسبارتيك (His20 وAsp30). يمكن للموقع الثاني أن يتعاون مع المعادن من خلال مكون أساسي مرتبط مع الهيتسيدين الرباعي (His4) أو الهيستيدين السداسي (His6). في حالة الارتباط مع His4 يساهم S100A8 من خلال كل من His17 وHis27 بينما يساهم S100A9 من خلال His91 وHis95. وفي حالة الارتباط مع His6 يتم إضافة ثمالتي هيستيدين إضافيتين هما His103 وHis105 من النهاية الطرفية C في S100A9 لتمكن من الارتباط ثماني الوجوه مع المعدن الانتقالي. يرتبط المنغنيز مع ديمر الكالبروتكتين في موقعه His6. ويمكن أن يرتبط الزنك مع أي من الموقعين اللذين يتشكلان بين مونوميري S100A8 وS100A9.

## الخصائص المضادة للعضيات الدقيقة
المعادن الانتقالية ضرورية لاستمرار الكائنات الحية على قيد الحياة. تحد الثدييات بقوة من توافر المعادن كجزء من الجهاز المناعي السليم مما يساعد في الوقاية من الإنتانات الناجمة عن الجراثيم والفطور. لقد وصف الكالبروتكتين لأول مرة في ثمانينات القرن الماضي كبروتين ثديي مضاد للعضيات يعمل من خلال احتجاز الزنك. من المعروف اليوم أن الكالبروتكتين يمتلك أيضاً خصائص مضادة للجراثيم ومضادة للفطور تعود إلى قدرته على احتجاز المنغنيز والكالبروتكتين هو العامل المضاد للعضيات الدقيقة الوحيد الذي يعمل من خلال احتجاز المنجنيز.
يشكل الكالبروتكتين ما يصل إلى 60% من المحتوى البروتيني المنحل في العصارة الخلوية للعدلات، وقد يوجد بتراكيز أقل في الوحيدات والبالعات والخلايا الظهارية المتوسفة. يدخل الكالبروتكتين في القيح وسائل الخراجات عند موت العدلات شأنه شأن البروتينات الأخرى المضادة للعضيات.
تفرز الخلايا الثديية الكالبروتكتين خلال الاستجابة الالتهابية. فيفرز مثلا في الفم عند التهاب اللثة وفي عدوى المبيضات الفموي. يبدو أن الأشخاص الذين يمتلكون طفرات في مورثة الكالبروتكتين يكونون أكثر عرضة لانتانات اللثة. يبدو أن احتجاز المنغنيز بواسطة الكالبروتكتين هام في إنتانات الرئة. ولا تزال الآلية التي تقوم من خلالها الخلايا الثديية بإفراز S100A8 وS100A9 غير معروفة.

## الكالبروتكتين البرازي
يصبح الكالبروتكتين موجوداً في اللمعة المعوية من خلال طرح الكريات البيض  والإفراز الفعال وتوزع الخلية وموتها. وهذا يؤدي إلى ارتفاع مستويات الكالبروتكتين البرازية وهو ما يمكن تحديده في البراز. ولذلك فإن ارتفاع مستويات الكالبروتكتين البرازية يشير إلى هجرة العدلات إلى المخاطية المعوية. وبما أن الأشخاص المصابين بأمراض معوية التهابية (IBD) كالتهاب القولون القرحي أو داء كرون يمتلكون زيادة قد تصل إلى عشرة أضعاف في مستويات الكالبروتكتين البرازية، فإن قياس الكالبروتكتين البرازي يمكن أن يشكل اختباراً كيميائياً حيوياً لهذه الأمراض.
وعلى الرغم من كون اختبار الكالبروتكتين البرازي اختباراً حديثاً نسبياً فإنه يستخدم بشكل منتظم كمؤشر على IBD خلال المعالجة، وكواسم تشخيصي. يمكن أن تعمل اختبارات الكالبروتكتين البرازي أيضاً على تمييز مرضى متلازمة الأمعاء التهيجية عن المرضى المصابين بـIBD. الكالبروتكتين مفيد كواسم لأنه يقاوم التخرب الأنزيمي ويمكن قياسه بسهولة في البراز. وعلى الرغم من أن الكالبروتكتين البرازي يتعلق بشكل ملحوظ بفعالية المرض عند المرضى المصابين بـIBD، مؤكد فإن ارتفاع الكالبروتكتين البرازي قد يكون مؤشراً إيجابياً كاذباً على IBD في بعض الحالات. ومن الجدير بالذكر أن تناول مثبطات مضخة البروتون يترافق مع ارتفاع ملحوظ في قيم الكالبروتكتين. كما أن الكالبروتكتين البرازي الإيجابي لا يساعد في تحديد موضع IBD أو تمييز التهاب القولون القرحي عن داء كرون. يمكن للكالبروتكتين البرازي أن يشير أيضاً إلى حالات هضمية أخرى مثل السرطان القولوني المستقيمي والتهاب المعدة والأمعاء وعدم تحمل الطعام. تتغير مستويات الكالبروتكتين بناء على العمر والحالة المرضية، وقد تتغير من يوم لآخر بين الأشخاص. يمكن استخدام الكالبروتكتين البرازي أيضاً كمسح أولي عند المرضى الآخرين الذين تتوقع إصابتهم بـIBD أو كطريقة لمتابعة شفاء المخاطية. ولا تزال احتمالية استخدام الكالبروتكتين البرازي في هذا المجال موضع شك حتى الآن ولم يتم الاتفاق على المستويات الصفرية.